# Yegor Kuimov
Yegor Kuimov –en ruso, Егор Куимов– (4 de julio de 1999) es un deportista ruso que compite en natación. Ganó una medalla de plata en el Campeonato Europeo de Natación de 2018, en la prueba de 4 × 100 m estilos.

## Palmarés internacional
| Campeonato Europeo | Campeonato Europeo    | Campeonato Europeo | Campeonato Europeo |
| Año                | Lugar                 | Medalla            | Prueba             |
| ------------------ | --------------------- | ------------------ | ------------------ |
| 2018               | Glasgow (Reino Unido) | Medalla de plata   | 4 × 100 m estilos  |